# Ecco Jr.
Ecco Jr. (рус. Экко-младший) — видеоигра 1995 года, которая по сути является приквелом Ecco the Dolphin — игровой серии о приключениях дельфина. В Ecco Jr. сохранились управление и базовые элементы геймплея игр с Mega Drive и Genesis, но игра была создана для более молодой целевой аудитории. Уровень сложности был значительно снижен, по сравнению с другими играми серии. Графика также существенно упрощена. К тому же прохождение облегчено за счёт того, что отключены счётчики воздуха и жизни, и в игре нет ни одного врага.
С 2010 года игра доступна в составе сборника SEGA Mega Drive and Genesis Classics для платформ Linux, macOS, Windows, с 2018 — PlayStation 4, Xbox One и Nintendo Switch.

## Сюжет
Молодой Экко отправляется на поиски Большого Синего кита вместе со своими друзьями — дельфином Китни (англ. Kitnee) и косаткой по имени Тара (англ. Tara). По пути друзьям предстоит много веселых приключений: они помогают другим морским обитателям, ищут пропавших друзей, играют в догонялки…

## Игровой процесс
В игре доступны на выбор три персонажа: собственно Экко, Китни и Тара. Их можно менять между собой в процессе игры. Персонажи имеют также разные голоса, но различий в управлении и способностях нет. В игре функционирует система паролей, хотя все они доступны в руководстве пользователя. В игре также имеется «меню для родителей», в котором среди прочего есть даже небольшой сборник фактов о дельфинах. В этом меню также можно поменять уровень сложности игры: чем он выше, тем больше уровней придётся пройти.